# Ханата
Ханата́ (калм. Ханат) — крупное солёное озеро на севере Калмыкии на границе Малодербетовского и Сарпинского районов. Занимает срединное положение в системе Сарпинских озер. Относится к Западно-Каспийскому бассейновому округу.

## Название
Название озера имеет монгольское происхождение и переводится как камышовое (происходит от калм. хана — толстый, большой камыш)

## Физико-географическая характеристика

### Происхождение
Как и другие озёра водной системы Сарпинско-Даванской ложбины, озеро имеет реликтовое происхождение. Формирование озера связано с нижнехвалынской трансгрессией Каспийского моря. Озеро представляет собой реликт древней дельты, сформировавшейся на протяжении 7 — 8 тысяч лет на месте глубокого эстуария в конце позднего плейстоцена.

### Гидрография и климат
Гидрологический режим озера естественно-антропогенный. Озеро расположено в зоне резко континентального климата. В условиях значительного испарения роль дождевых осадков в водном режиме озера не велика. До ввода в эксплуатацию Сарпинской оросительно-обводнительной системы основным источником питания водоёма являлись осадки, выпадающие в зимний период. С конца 1970-х в озеро поступает вода из Сарпинской оросительно-обводнительной системы. Стоку воды в озеро Сарпа (Цаган-Нур) препятствует земляная плотина.
Озеро является высокоминерализованным: в 2011 году минерализация воды составляла 20 г/л.

### Бассейн
Площадь водосборного бассейна не известна.
В озеро впадает ручей Суха. Также в озеро перенаправлен сток реки Аршань-Зельмень

### Флора и фауна
Значительная часть озера покрыта густыми зарослями тростника. Гигрофиты представлены обилием солелюбивых видов (солянка содовая, солянка туполистная), что объясняется повышением минерализации воды, вследствие усыхания водоема. Озеро является ядром регионального заказника «Ханата». Охраняются местообитания водоплавающих и околоводных птиц (серый журавль-на пролете,серый гусь, колпица, белая большая цапля, стрепет, ходулочник, огарь, пеганка)

## Экологическая ситуация
Избыточное развитие макрофитов приводит к возникновению дефицита кислорода в зимний и весенний периоды.
Площадь озера зависит от уровня поступления воды из Сарпинской системы: в 1978 году площадь озера составляла 37,82 км², к 2001 году площадь водоема сократилась в 7 раз. Ежегодная полоса осушки составляла 13,67 км². Питание озера — за счет поверхностного стока, атмосферных осадков и подачи воды из канала Р-1 из Волги.
Прекращение подачи волжской воды и уменьшение количества атмосферных осадков привело к обмелению в 2001 году. Ситуация повторилась в 2011 и 2012 годах, что вызвало массовую гибель рыбы и лишило домашний скот жителей окрестных посёлков воды.